# سيفور
قوة تحقيق الاستقرار في البوسنة والهرسك كانت قوة حفظ سلام متعددة الجنسيات بقيادة الناتو تم نشرها في البوسنة والهرسك بعد حرب البوسنة والهرسك. على الرغم من أن قوة تحقيق الاستقرار كانت بقيادة الناتو إلا أن العديد من الدول غير الأعضاء في الناتو ساهمت بقوات. تم استبدالها من قبل يوفور ألثيا في ديسمبر 2004.

## المهمة
كانت المهمة المعلنة لقوة تحقيق الاستقرار هي «ردع الأعمال العدائية وتحقيق الاستقرار للسلام والمساهمة في بيئة آمنة من خلال توفير وجود عسكري مستمر في منطقة المسؤولية وتوجيه وتنسيق دعم قوة تحقيق الاستقرار في المجالات الرئيسية بما في ذلك منظمات التنفيذ المدني الأساسية والتقدم نحو توطيد دائم للسلام دون الحاجة إلى قوات يقودها الناتو في البوسنة والهرسك».

## الهيكل والتاريخ
أُنشئت قوة تحقيق الاستقرار في قرار مجلس الأمن التابع للأمم المتحدة رقم 1088 في 12 ديسمبر 1996. وقد خلفت قوة التنفيذ التي كانت أكبر منها بكثير والتي تم نشرها في البوسنة والهرسك في 20 ديسمبر 1995 بتفويض مدته عام واحد. كان قادة قوة تحقيق الاستقرار الذين خدم كل منهم لمدة سنة واحدة الجنرال ويليام دبليو كراوتش والجنرال اريك شينسكي والجنرال مونتغمري مييج واللفتنانت جنرال رونالد آدامز والجنرال مايكل دودسون والجنرال جون ب. سيلفستر واللواء ويليام إي. وارد واللواء فيرجيل باكيت والعميد ستيفن ب. شوك.
عملت قوة تحقيق الاستقرار لدعم الناتو في عملية الحرس المشترك وعملية التشكيل المشترك.
تم تخفيض مستويات القوات إلى ما يقرب من 12000 بحلول نهاية عام 2002 وإلى ما يقرب من 7000 بحلول نهاية عام 2004. خلال قمة الناتو عام 2004 في إسطنبول تم الإعلان عن نهاية مهمة قوة تحقيق الاستقرار.
تم استبدالها من قبل الاتحاد الأوروبي بيوفور ألثيا في 2 ديسمبر 2004 في مقر الناتو بمعسكر بوتمير في سراييفو عاصمة البوسنة والهرسك. نجحت عملية «جوينت فورج» بعملية «ألثيا» التابعة للاتحاد الأوروبي.
تم تقسيم قوة تحقيق الاستقرار إلى ثلاث مناطق للعمليات:
- موستار: الإيطالية والفرنسية الألمانية والإسبانية.
- بانيا لوكا: الأمريكية والبريطانية والكندية والتشيكية والهولندية. كان الاسم الرمزي البريطاني لأنشطتهم في قوة التنفيذ هو عملية حازمة وكانت قوة تحقيق الاستقرار هي عملية لودستار (حتى يونيو 1998) وعملية بالاتين (من يونيو 1998). تم تسمية البعثة الكندية باسم عملية بالاديوم (1996 إلى 2004).
- توزلا: الأمريكية والتركية والبولندية والروسية والنرويجية والسويدية والدنماركية.

(كان لبعض الوحدات قوات متمركزة خارج المنطقة المخصصة)
عُرفت المجموعات المسلحة الثلاثة مجتمعة باسم الأقسام متعددة الجنسيات حتى نهاية عام 2002 حيث تم تقليص نطاقها إلى كتائب متعددة الجنسيات.
عملت قوة تحقيق الاستقرار في ظل تطبيق السلام وليس حفظ السلام وقواعد الاشتباك. على سبيل المثال تمت الموافقة في عام 1997 لتحييد منشآت الإذاعة والتلفزيون الصربية. خلال فترة ولايتها ألقت القوة القبض على 29 شخصا اتهموا بارتكاب جرائم حرب. نُقل المعتقلون إلى المحكمة الجنائية الدولية الخاصة بيوغوسلافيا السابقة في هولندا.
حصل أفراد الخدمة الأمريكية الذين يخدمون في قوة تحقيق الاستقرار على ميدالية الحملة الاستكشافية للقوات المسلحة وميدالية الناتو.
عملت قوة تحقيق الاستقرار كجزء من عملية الحرس المشترك وعملية التشكيل المشترك. وبمرور الوقت انخفض عدد القوات المخصصة لقوة تحقيق الاستقرار. في 2 ديسمبر 2004 حُلت قوة تحقيق الاستقرار وتولت مهامها وحدات عسكرية من الاتحاد الأوروبي مُنظَمة كقوات الاتحاد الأوروبي (يوفور).

### العمليات الجوية
دعمت عدة عمليات جوية متتالية جهود تحقيق الاستقرار.
عملية حظر الطيران (أبريل 1993 - ديسمبر 1996)
عملية الحافة الحاسمة (ديسمبر 1995 - ديسمبر 1996)
عملية الحراسة الحاسمة (ديسمبر 1996 – يونيو 1998)
عملية التزوير المتعمد (يونيو 1998 - سبتمبر 2004)

## القوات الأعضاء
شاركت قوة تحقيق الاستقرار في عملية الحرس المشترك (21 ديسمبر 1996 - 19 يونيو 1998) وعملية التشكيل المشترك (20 يونيو 1998 - 2 ديسمبر 2004).
تضمنت دول الناتو التي قدمت قواتها ما يلي:
- إسبانيا
- إستونيا
- ألبانيا
- ألمانيا
- آيسلندا
- إيطاليا
- البرتغال
- بلجيكا
- بلغاريا
- بولندا
- تركيا
- جمهورية التشيك
- الدنمارك
- رومانيا
- سلوفاكيا
- سلوفينيا
- فرنسا
- كندا
- لاتفيا
- لوكسمبورغ
- ليتوانيا
- المملكة المتحدة
- النرويج
- المجر
- هولندا
- الولايات المتحدة
- اليونان

من بين الدول غير الأعضاء في الناتو التي قدمت قوات:
- الأرجنتين
- أستراليا
- أوكرانيا
- جمهورية أيرلندا
- روسيا
- السويد
- فنلندا
- ماليزيا
- مصر
- المغرب
- النمسا
- نيوزيلندا